# Унсала (обсерватория)
Обсерватория Унсала или официально Космическая Обсерватория Унсала (англ. Onsala Space Observatory (OSO)) — радиоастрономическая обсерватория Шведского Национального Фонда по радиоастрономии. Располагается в посёлке Унсала, в 45 км к югу от города Гётеборг, в Швеции.

### РТ-20м

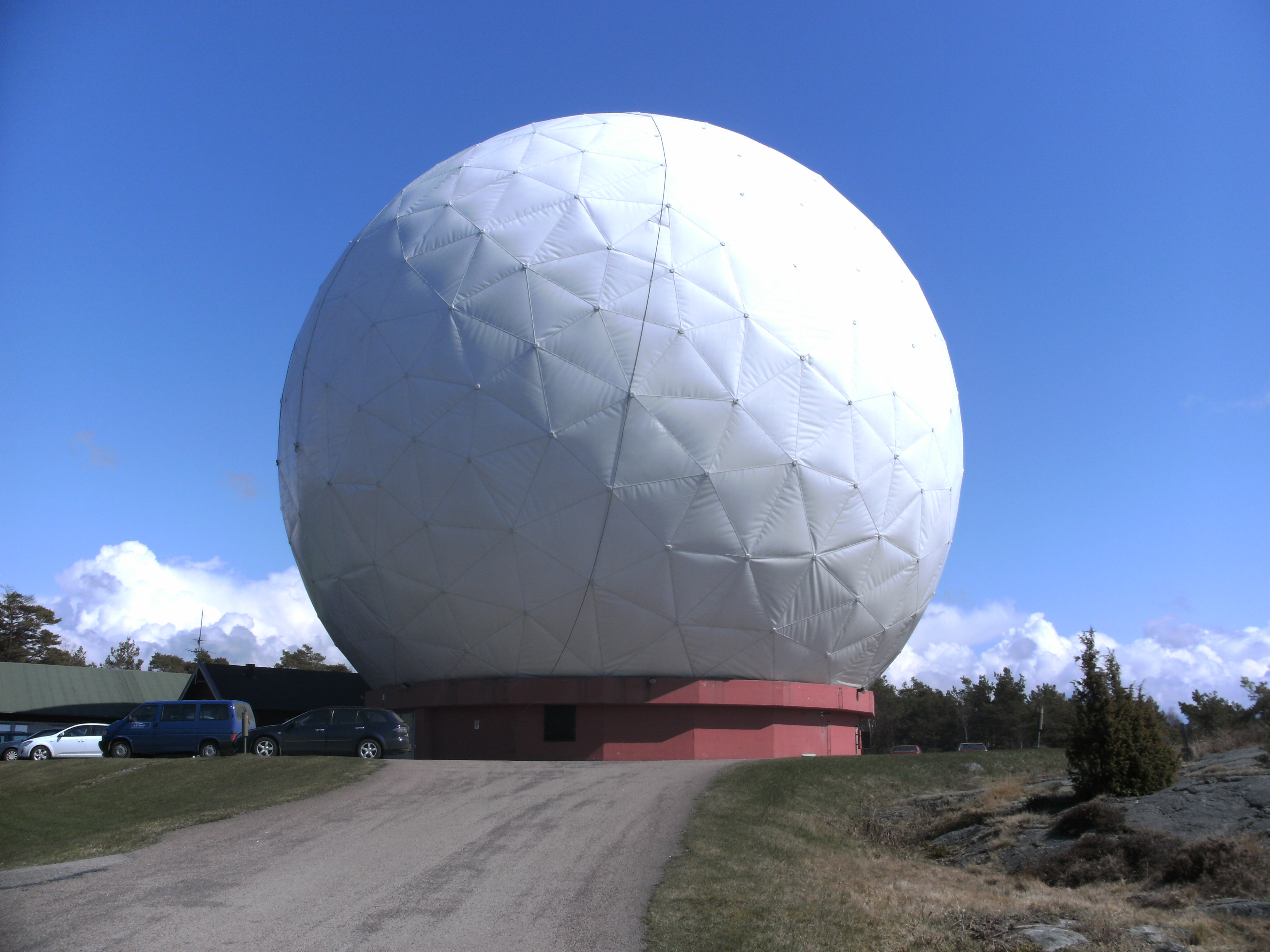
Обтекатель 20-м радиотелескопа в обсерватории Онсала

## Заведующие обсерватории
- 1949—1979 Олоф Рюдбек[швед.].
- 1981—2005 Рой Бут.
- 2005—2013 Ханс Олофссон.
- 2013—2019 Джон Конвей.

## Инструменты обсерватории

### ЛОФАР

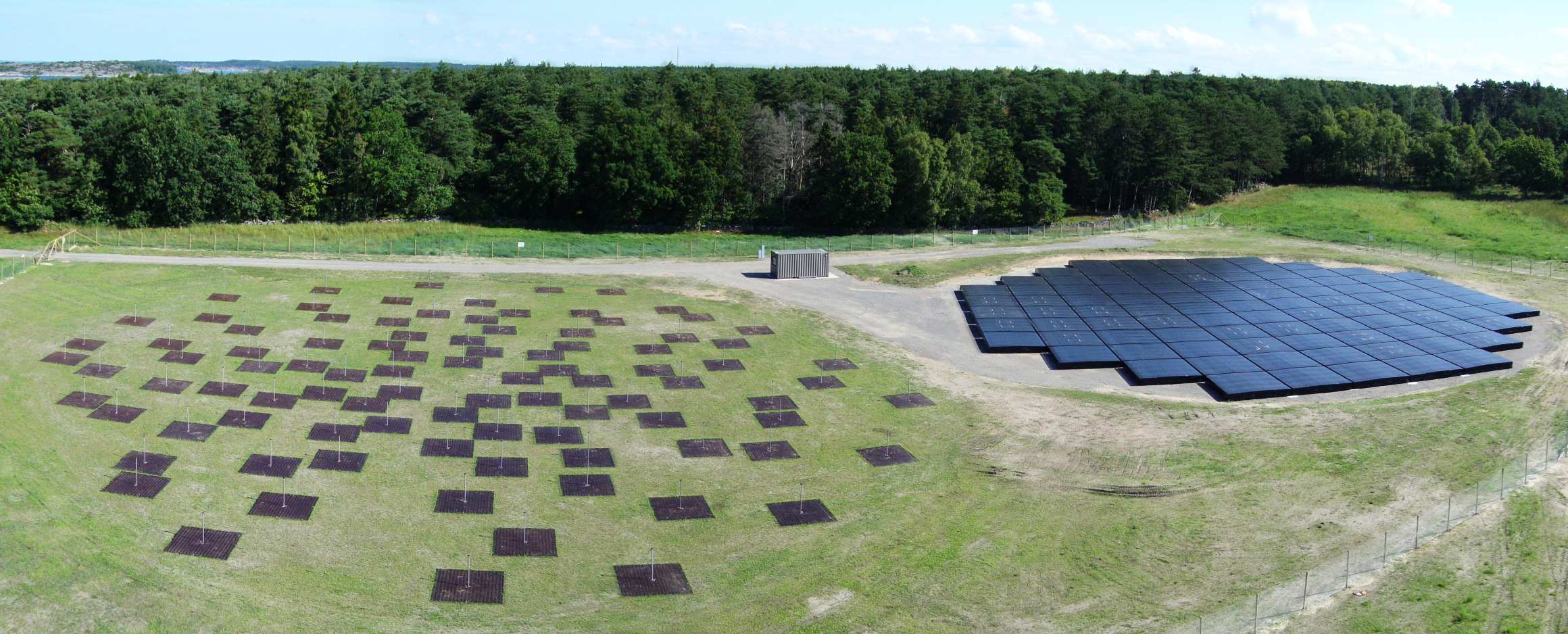
Станция сети ЛОФАР в обсерватории Онсала

На территории обсерватории расположена шведская станция, элемент европейского интерферометра ЛОФАР (57°23′35″ с. ш. 11°55′04″ в. д.). Станция торжественно открыта 26 сентября 2011 года министром образования Яном Бьёрклундом. Станция состоит из 192 малых антенн, которые сообща работают на приём космического радиоизлучения. Рабочий диапазон длин волн антенн: 1,5—15 м. Зарегистрированные сигналы передаются по оптоволоконной линии связи в Нидерланды, где они объединяются с сигналами, полученными от остальных 47 станций ЛОФАР.
Ресурсы шведской станции, в составе интерферометра ЛОФАР нацелены на решение следующих научных задач:
- Проведение обзоров неба на длинных волнах, и составление точных каталогов радиоисточников (проект «MSSS»).
- Обнаружение экстремально слабого излучения нейтрального водорода на волне 21 см, на красных смещения, соответствующих эпохе вселенной до образования первых звёзд и галактик (проект «Эпоха реионизации»).
- Исследование пульсаров.
- Картографирование на длинных волнах.

Презентация первого научного результата и первый анонс приёма заявок на проведение наблюдений на телескопе ЛОФАР состоялись 10 января 2012 года. Было получено изображение галактики Лебедь А на частоте 240 МГц, с чётко различимым ядром и двумя джетами, простирающимися на расстояния до 200 тыс св. лет. Также был получен самый далёкий снимок на волне 2 м области молодой вселенной, на котором различимы юные галактики, удалённые от Земли на миллионы, или даже миллиарды световых лет.